# Ris
Ris este o arie protejată (sit de importanță comunitară — SCI) din Croația întinsă pe o suprafață de 916,52 ha, integral pe uscat.

## Localizare
Centrul sitului Ris este situat la coordonatele 46°10′28″N 16°39′39″E / 46.174553°N 16.660781°E.

## Înființare
Situl Ris a fost declarat sit de importanță comunitară în iulie 2013 pentru a proteja 1 specie de animale.

## Biodiversitate
Situată în ecoregiunea continentală, aria protejată conține 1 habitat natural: Păduri aluvionare cu Alnus glutinosa și Fraxinus excelsior (Alno-Padion, Alnion incanae, Salicion albae).
La baza desemnării sitului se află o specie protejată de  nevertebrate: Euplagia quadripunctaria.